# 2844 Hess
2844 Hess è un asteroide della fascia principale. Scoperto nel 1981, presenta un'orbita caratterizzata da un semiasse maggiore pari a 2,2208452 UA e da un'eccentricità di 0,1706404, inclinata di 2,95236° rispetto all'eclittica.